# Amblycoleus
Amblycoleus is een geslacht van kevers uit de familie van de loopkevers (Carabidae). De wetenschappelijke naam van het geslacht is voor het eerst geldig gepubliceerd in 1872 door Chaudoir.

## Soorten
Het geslacht Amblycoleus omvat de volgende soorten:
- Amblycoleus douei Chaudoir, 1872
- Amblycoleus peruanus Liebke, 1928
- Amblycoleus platyderus (Chaudoir, 1861)
- Amblycoleus pluriseriatus (Chaudoir, 1877)